# Kanton Villeneuve-sur-Aisne
 Villeneuve-sur-Aisne  (tot 2021 Kanton Guignicourt ) is een kanton van het Franse departement Aisne. Het kanton maakt deel uit van het arrondissement Laon.
Het kanton Guignicourt werd gevormd ingevolge het decreet van 21 februari 2014, met uitwerking op 22 maart 2015.
Het decreet van 24 februari 2021 heeft de naam van het kanton aangepast aan de in 2019 aangepaste naam van zijn hoofdplaats.

## Gemeenten
Het kanton omvatte bij zijn vorming 78 gemeenten. 
Op 1 januari 2017 werd de gemeente Gernicourt overgeheveld naar het departement Marne, waar ze deel uitmaakt van de fusiegemeente ("commune nouvelle") Cormicy.
Op 1 januari 2019 werden de gemeenten Guignicourt en Menneville samengevoegd tot de fusiegemeente ("commune nouvelle") Villeneuve-sur-Aisne, hoofdplaats van het kanton.
Sindsdien bestaat het kanton uit volgende 76 gemeenten : 
- Aguilcourt
- Aizelles
- Amifontaine
- Aubigny-en-Laonnois
- Beaurieux
- Berrieux
- Berry-au-Bac
- Bertricourt
- Boncourt
- Bouconville-Vauclair
- Bouffignereux
- Bourg-et-Comin
- Braye-en-Laonnois
- Bucy-lès-Pierrepont
- Chaudardes
- Chermizy-Ailles
- Chevregny
- Chivres-en-Laonnois
- Concevreux
- Condé-sur-Suippe
- Corbeny
- Coucy-lès-Eppes
- Courtrizy-et-Fussigny
- Craonne
- Craonnelle
- Cuiry-lès-Chaudardes
- Cuissy-et-Geny
- Ébouleau
- Évergnicourt
- Gizy
- Goudelancourt-lès-Berrieux
- Goudelancourt-lès-Pierrepont
- Guyencourt
- Jumigny
- Juvincourt-et-Damary
- Lappion
- Liesse-Notre-Dame
- Lor
- Mâchecourt
- Maizy
- La Malmaison
- Marchais
- Mauregny-en-Haye
- Meurival
- Missy-lès-Pierrepont
- Montaigu
- Moulins
- Moussy-Verneuil
- Muscourt
- Neufchâtel-sur-Aisne
- Neuville-sur-Ailette
- Nizy-le-Comte
- Œuilly
- Orainville
- Oulches-la-Vallée-Foulon
- Paissy
- Pancy-Courtecon
- Pargnan
- Pignicourt
- Ployart-et-Vaurseine
- Pontavert
- Prouvais
- Proviseux-et-Plesnoy
- Roucy
- Saint-Erme-Outre-et-Ramecourt
- Saint-Thomas
- Sainte-Croix
- Sainte-Preuve
- La Selve
- Sissonne
- Trucy
- Variscourt
- Vassogne
- Vendresse-Beaulne
- La Ville-aux-Bois-lès-Pontavert
- Villeneuve-sur-Aisne (hoofdplaats)